# 绿鳍鱼
绿鳍鱼（学名：Chelidonichthys kumu），又名黑角魚、雞角、角仔魚、角鱼、蜻蜒角、大头角、观音娘角、盖丝文，为輻鰭魚綱鮋形目牛尾魚亞目鲂鮄科绿鳍鱼属的一种鱼类。分布于非洲南部、新西兰、朝鲜、日本以及沿海等，属于暖温性底层鱼类。其常生活于水深30-40米以及泥沙底质的海区，可做為食用魚。该物种的模式产地在新西兰。